# NetSurf
NetSurf是一款使用自有网页排版引擎的开源浏览器。其设计目标是轻巧便携。NetSurf提供的功能包括选项卡式浏览，书签和页面缩略图。
NetSurf项目启动于2002年，为了改善RISC OS平台的浏览器功能而创立。2004年至2008年，在Drobe Launchpad评选的年度RISC OS奖项中，NetSurf四次被评为“最佳非商业软件”。
NetSurf支持主流的操作系统（例如macOS和类Unix）以及较旧或不常见的平台（例如AmigaOS，Haiku，Atari TOS和RISC OS）。